# Fogedret
En fogedret er en afdeling af en byret, som på begæring tvangsfuldbyrder allerede fastslåede civile krav. Det drejer sig i de fleste tilfælde om penge, men sagerne kan også handle om udsættelse af et lejemål, udlevering af effekter eller børn. 
Fogedretten nedlægger også såkaldte fogedforbud, der forpligter en fysisk eller juridisk person i at ikke foretage en bestemt handling, der krænker den, der har krævet forbuddet. Forbuddet er midlertidigt og kræver en efterfølgende retssag.
Endelig er det også fogedretten, der afholder tvangsauktioner.